# Viaduc de la Sumène
Le viaduc de la Sumène, parfois appelé viaduc de Vendes, est un viaduc ferroviaire semi-métallique franchissant la Sumène et la route départementale 922. Il est situé en partie nord sur la commune de Bassignac et en partie sud sur la commune de Méallet dans le Cantal, en France.

## Situation ferroviaire
Établi à 409 mètres d'altitude à l'est du village de Vendes, le viaduc de la Sumène est situé au point kilométrique (PK) 474,000 de la ligne de Bourges à Miécaze sur une section à voie unique, entre la gare fermée de Largnac et la gare fermée de Vendes (Bassignac).

## Histoire
Le viaduc est mis en service le 1er juillet 1893 et fermé à tous trafics le 2 juillet 1994. Des troupeaux l'empruntent.
Le viaduc de la Sumène est inscrit au titre des monuments historiques par arrêté du 28 octobre 2006.

## Caractéristiques
C'est un viaduc droit recevant une voie ferroviaire et composé de trois travées en treillis métallique de 78 m et deux de 66 m reposant sur quatre piliers en maçonnerie (granit), d'une longueur totale de 366 m.

## Galerie

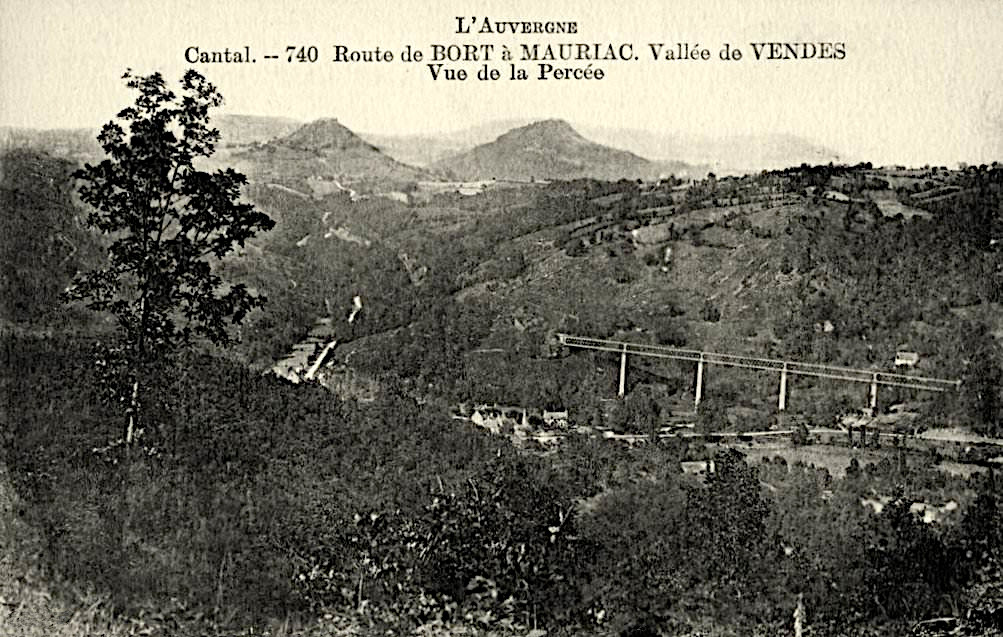
Vue du viaduc et du village de Vendes depuis la Percée, entre 1910 et 1920.
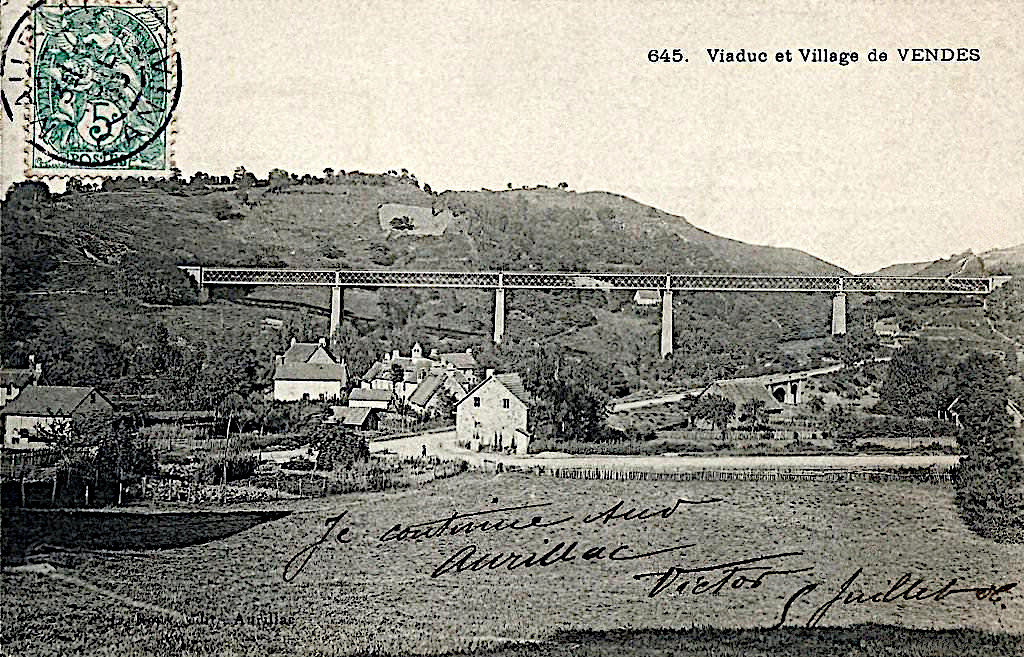
Vue générale du viaduc depuis le village de Vendes, entre 1901 et 1909.
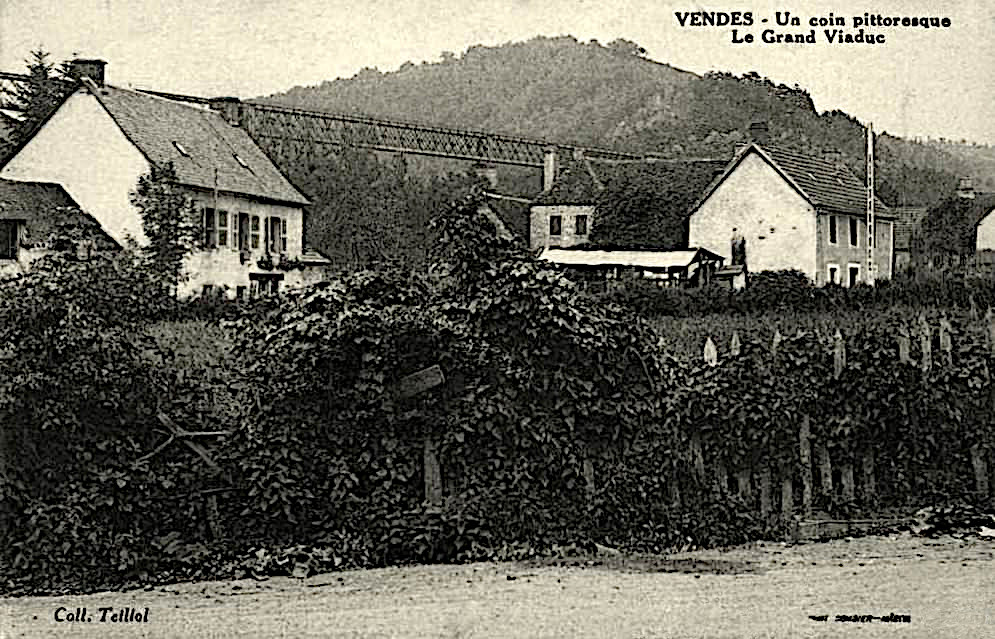
1920-30 : Entre les maisons du village de Vendes, une vue du viaduc.
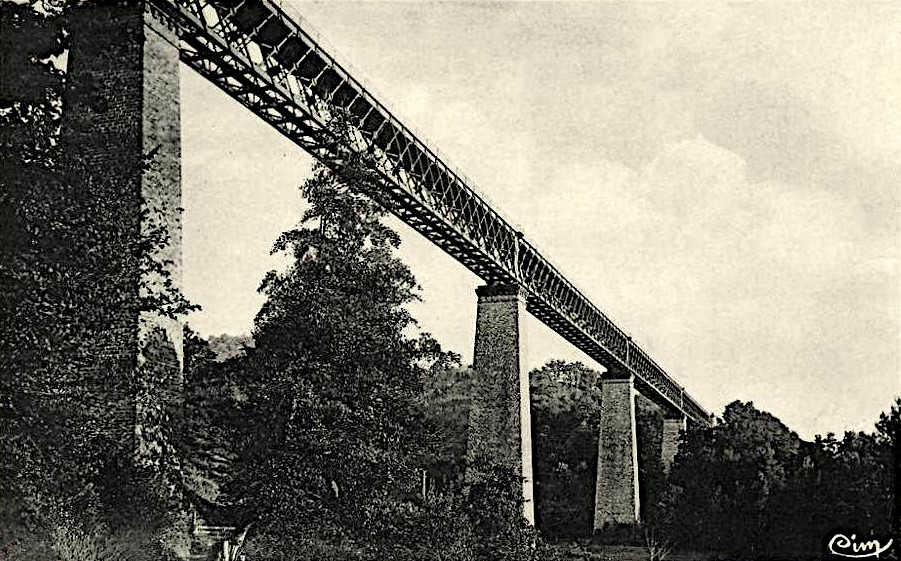
Entre 1910 et 1920, vue du viaduc depuis la 1er pile.
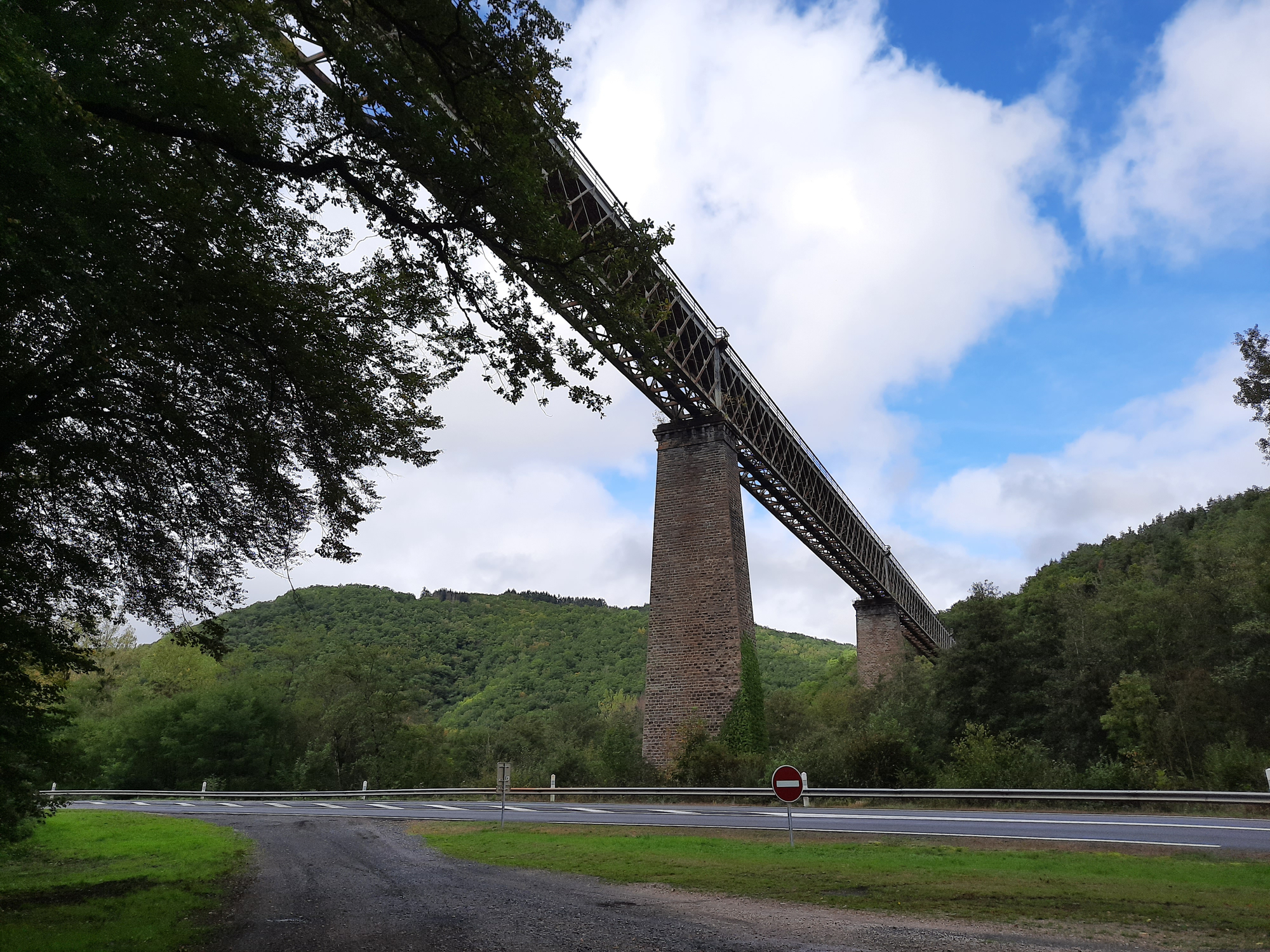
Le viaduc en 2020, vu depuis l'aire de repos jouxtant l'édifice.